# Qualificazioni alla Coppa COSAFA 2003
Sono elencate di seguito le date e i risultati per le qualificazioni alla Coppa COSAFA 2003.

## Formula
13 membri COSAFA: Sudafrica (come detentore del titolo), Malawi (come finalista dell'edizione precedente), Swaziland e Zambia (come semifinalisti dell'edizione precedente) sono qualificati direttamente alla fase finale, Seychelles è escluso dal torneo. Rimangono 8 squadre per 4 posti disponibili per la fase finale: le qualificazioni si compongono di un turno unico.
- Playoff - 8 squadre, giocano partite di sola andata. Le vincenti si qualificano alla fase finale.

## Playoff
| Arbitro: | Motau |

|                                           |           |           |
| Menakely 16’ (rig.) Radonamahafalison 33’ | Marcatori | 50’ Appou |

Madagascar qualificato alla fase finale.
| Arbitro: | Fakudze |

|  |           |              |
|  | Marcatori | 4’ Molwantwa |

Botswana qualificato alla fase finale.
| Arbitro: | Lwanja |

|  |                      |  |
|  | Tiri di rigore 5 – 4 |  |

Mozambico qualificato alla fase finale.
| Arbitro: | Nkuna |

|            |           |  |
| Ndlovu 20’ | Marcatori |  |

Zimbabwe qualificato alla fase finale.